# Олаф Фриденлунд
Олаф Емил Фриденлунд (норв. Olaf Emil Frydenlund; Tune, 16. јун 1871. — Aremarkl, 8. април 1947) био је норвешки стрелац војничком (ВК) пушком, учесник стрељачких такмичења на преласку из 19-ог у 20. век. Са репрезнтацијом Норвешке учествовао је на Олимпијским играма 1900. у Паризу и у дисциплини ВК пушка тростав 300 метара екипно освојио је сребрну медаљу. У екипи су били: Оле Естмо 917, Хелмер Хермандсен 878, Том Себерг 848, Оле Сетер 830 и Олаф Фриденлунд 817, који су укупно погодили 4.290 кругова.
Олаф Фриденлунд је учествовао у још четири дисциплине и остварио следеће резултате:
- 300 м ВК пушка стојећи став — 16 место, 271 кругова;
- 300 м ВК пушка клечећи став — =27 место, 259 кругова;
- 300 м ВК пушка лежечи став — 22 место, 287 кругова;
- 300 м ВК пушка тростав појединачно — 24 место са 817 кругова. од могућих 1.200.

Пошто су се у олимпијској години резултати такмичења у стрељаштву рачунали и за Светско првенство у стрељаштву за 1900. Олаф Фриденлунд је аутомаски друголасирани и на светском првенству у истој дисциплини као и на Играма.
Учествовао је и на Светско првенство 1897. у Лиону и са екипом у саставу Оле Естмо, Јенс Јансен, Олаф Фриденлунд, Фердинанд Ларсен и Хенри Скофтестед освојио сребрну медаљу у дисциплини тростав екипно.